# Deutsche Wirtschaftsvereinigung

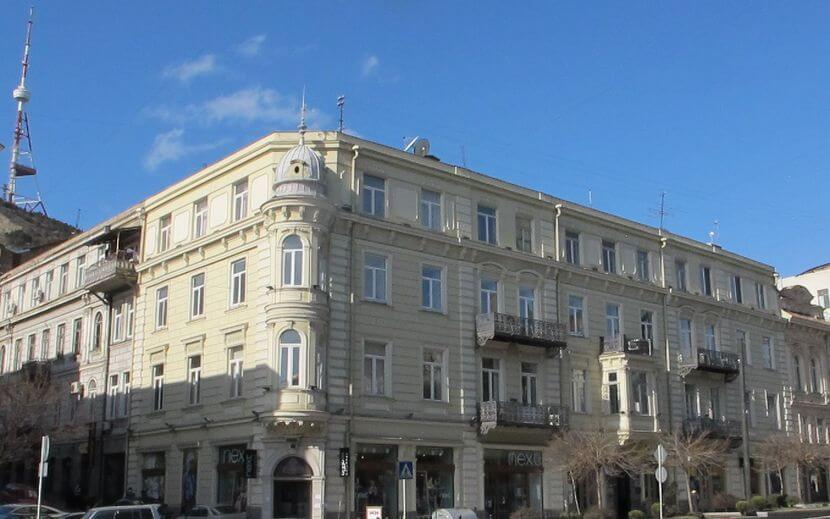
Rustaveli Av. 24, Sitz der DWV

Die Deutsche Wirtschaftsvereinigung (DWV) in Georgien ist ein im Jahr 2007 gegründeter gemeinnütziger Verein mit über 180 Mitgliedern zur Förderung der deutsch-georgischen Wirtschaftsbeziehungen. Die Deutsche Botschaft in Tiflis ist mit beratender Stimme im DWV-Vorstand vertreten. Zudem ist die DWV offizieller Vertreter des Senior Expert Service (SES) und der Messe Frankfurt in Georgien.

## Geschichte
Die Deutsche Wirtschaftsvereinigung Georgien (DWVG) wurde am 24. Dezember 2007 von den deutschen Unternehmen ProCredit Bank, Caparol und der Iberia Business Group (Vertreter der Volkswagen AG) und 13 weiteren Unternehmen im Benehmen mit der Deutschen Botschaft in Tiflis gegründet. In den Vorstand wurden Klaus Buschhoff (Vorsitz), Dr. h.c. Sascha Ternes (ProCredit Bank), David Shengelia (Caparol) und Stefan Schwarz (Lufthansa) gewählt. Die Geschäftsführung wurde Martina Chudziak übertragen.
Im Jahr 2008 haben Klaus Buschhoff und Martina Chudziak berufsbedingt Georgien verlassen, und ihre DWVG-Ämter entsprechend niedergelegt. Im Oktober 2008 wurde sodann Claus Hipp, Präsident der Hipp Holding und zum damaligen Zeitpunkt Kunstdozent an der Staatlichen Kunstakademie Apollon-Kutateladze-Akademie der Künste in Tiflis, zum Vorsitzenden gewählt. Die Geschäftsführerstelle wurde vorerst nicht besetzt, weil die Entsendung einer CIM-finanzierten Fachkraft beantragt wurde. In der Zwischenzeit führte Elene Jvania gemeinsam mit den ehrenamtlich tätigen Vorstandsmitgliedern das operative Geschäft.
Im Oktober 2009 hat Uta Beyer die Stelle als Geschäftsführerin angetreten, die in enger Zusammenarbeit mit den Vorstandsmitgliedern in den Folgejahren die Grundlagen für den erfolgreichen Aufbau der DWVG geschaffen hat. 
Am 10. Dezember 2012 wurde die DWVG als offizielle Vertretung der Messe Frankfurt vorgestellt. Kurz darauf wurde die DWVG ebenfalls offizieller Vertreter des Senior Expert Service (SES) in Georgien. 
2013 wurde Patrick Jung beauftragt, eine Geschäftsstelle der DWVG Jerewan, Armenien, zu gründen. Im Zuge der Eröffnung des Büros in Armenien wurde die DWVG in DWV umbenannt. Zur Förderung der lokalen Selbstverwaltung wurde das Büro in Jerewan bereits im Jahr 2016 in die Eigenständigkeit überführt und ist seither als Deutscher Wirtschaftsverband in Armenien (DEAM) bekannt.
Im zweiten Halbjahr 2013 erhielt die DWV die Genehmigung des DIHK für die Verwendung der AHK Domain, was es der DWV ermöglichte, unter dem Stichwort AHK gefunden zu werden. Im Jahr 2020 entschied der DIHK, dass alle deutschen Wirtschaftsvereinigungen bzw. -verbände im Ausland, die nicht den offiziellen Status einer AHK haben, die AHK-Domain nicht weiter verwenden durften.
Nach Weggang von Uta Beyer zum Jahresanfang 2015 hat Sascha Ternes (bis zur Entsendung einer neuen CIM-Fachkraft) interimsweise die Geschäftsführung übernommen, und sein Vorstandsmandat ruhen lassen.
Im Januar 2016 wurde Oliver Regner für die Dauer von 3 Jahren zum Geschäftsführer bestellt, und Sascha Ternes als Vorstandsvorsitzender gewählt.
Am 1. November 2017 feierte die DWV mit ihren mittlerweile über 180 Mitgliedsunternehmen und Vertretern der deutsch-georgischen Politik ihr 10-jähriges Jubiläum.
Am 1. Januar 2019 wurde die Geschäftsleitung von Thomas Kimmeswenger übernommen; er ist der erste DWV-Geschäftsführer, der ausschließlich aus DWV-Mitteln finanziert wird. Zuvor hatte das Centrum für Internationale Migration und Entwicklung (CIM) die Gehälter für die entsandten deutschen Mitarbeiter übernommen, so dass finanzielle Rücklagen gebildet werden konnten, um die Handlungsfähigkeit der DWV frei von finanzieller Unterstützung zu ermöglichen.

## Ziel
Ziel der DWV ist es, die bilateralen Handels- und Wirtschaftsbeziehungen zwischen Deutschland und Georgien zu fördern und die Interessen der deutschen Wirtschaft in Georgien zu vertreten. Darüber hinaus ist der DWV in erster Linie Dienstleister und unterstützt sowohl deutsche als auch georgische Unternehmen aktiv bei der Erschließung des relevanten Zielmarktes.

## Rolle im System der deutschen Außenwirtschaftsförderung
Der Ost-Ausschuss der Deutschen Wirtschaft und Germany Trade & Invest (GTAI) benennen die DWV als Kontaktstelle für Themen der Wirtschaft, des Handels und der Investitionen vor Ort. Zusammen mit GTAI veröffentlicht die DWV online die Präsentation „Georgien Ein Markt mit Zukunft“, derzeit in 3. Auflage aus dem Jahr 2020.
Das Bundesministerium für Wirtschaft und Energie (BMWi) begann im Jahr 2014 mit dem German Economic Team Georgien (GET Georgien) einen Dialog zu wirtschaftlichen Fragen im Transformationsprozess der georgischen Volkswirtschaft. Die DWV war bei diesem Projekt neben der deutschen Botschaft Tiflis und dem ISET Policy Institute Partner vor Ort.
Das Auswärtige Amt nennt die DWV unter „nützlichen Links“ in Georgien, verweist allerdings noch auf die nicht mehr gültige Webadresse im Netz der deutschen Auslandshandelskammern (Stand im Frühjahr 32021).
Für das Außenwirtschaftsportal Bayern der Industrie- und Handelskammern in Bayern ist die DWV die AHK (Auslandshandelskammer) in Georgien und sie wurde trotz Umbenennung im Jahr 2013 noch traditionell als DWVG bezeichnet.

## Aktivitäten

### Überblick
Die Arbeit der DWV lässt sich in den Hauptaktivitäten zusammenfassen:
1. Sie vertritt die Interessen der deutschen Wirtschaft in Georgien und wirbt für den Wirtschaftsstandort Deutschland;
2. Sie interagiert mit der deutsch-georgischen Politik, Wirtschaft und Verwaltung um die bilateralen Wirtschaftsbeziehungen zu fördern;
3. Die DWV ist Dienstleister für Unternehmen sowohl aus Deutschland als auch aus dem Gastland, um deren Auslandsgeschäft, Markteintritt, Investitionen und Export zu unterstützen.

### Wirtschafts- und Rechtsinformationen
Die DWV gibt regelmäßig folgende Publikationen heraus:
- DWV-Newsletter: Monatliche Zusammenfassung der wichtigsten Meldungen aus Wirtschaft und Politik Georgiens.
- Construction News Georgia (englisch): Ca. zweimal monatlich erscheinender kostenloser Newsletter zum Thema Bau in englischer Sprache. Informiert über neue Ausschreibungen sowie laufende Projekte in Georgien.
- Agro & Food News Georgia (englisch): Ca. zweimal monatlich erscheinender kostenloser Newsletter zum Thema Landwirtschaft und Nahrungsmittel in englischer Sprache. Informiert über Unternehmensnachrichten, neue Entwicklungen und laufende Projekte in Georgien.
- Rechtsnachrichten: Neue Berichte über die in Georgien geltenden Gesetzgebung oder über entsprechende Änderungen.

### Organisation und Betreuung von Tagungen
Die DWV organisiert hochrangige Veranstaltungen, bei denen Vertreter aus Politik und Wirtschaft beider Länder zusammen gebracht werden und Möglichkeiten der Vertiefung und Ausweitung der Beziehungen in Handel und Investitionen vorgestellt und erörtert werden. An einem Treffen dieser Art in Tiflis nahm Anfang Oktober 2019 Bundespräsident Frank-Walter Steinmeier und die georgische Ministerin für Wirtschaft und nachhaltige Entwicklung Natia Turnava teil.

### Repräsentanz deutscher Messen im Ausland
Die DWV vertritt die Messe Frankfurt und die FRUIT LOGISTICA der Messe Berlin in Georgien.

### Marktstudien
Die DWV bietet Recherchen über Märkte und Branchen, Wettbewerber, Distributionskanäle und Preise, Kundenpotenzial und Standorte.

### Delegationsreisen (Auswahl)
Im Jahr 2019 unterstützte die DWV folgende Delegationsreisen (Auswahl):
- Bayern – Fit for Partnership (BFP): Delegationsreise zum Thema Wasser- und Abwasserwirtschaft nach Bayern
- Wirtschaftsförderung Berlin-Brandenburg (WFBB): Markterkundungsreise nach Georgien
- BMWi-Geschäftsanbahnungsreise Tiflis, Poti und Batumi, zur Modernisierung der Infrastruktur: Nachhaltige Mobilität, Stadtplanung, Logistik

### Handels- und Investitionsförderung
Die DWV veranstaltet monatlich einen Wirtschaftsstammtisch für Mitglieder und Gäste, bei dem neben dem Networking der Austausch von Informationen und Erfahrungen im Vordergrund steht.
Branchenspezifische Kooperationsveranstaltungen fanden im Jahr 2019 in folgenden Bereichen statt:
- Exportpotenzial des georgischen Agrar- und Nahrungsmittelsektors auf dem EU-Markt und anderen Zielmärkten
- Alternative Dispute Resolution (ADR)
- Exportpotenzial georgischer Tierprodukte auf dem EU-Markt und anderen Zielmärkten

### Berufliche Weiterbildung
Die DWV organisiert Workshops, Seminare und Fortbildungen. Zu folgenden Themen fanden diese bereit statt:
- Georgische Gesetzgebung zur kumulierten Rente
- Business Pläne und Budgetierung
- Gewinnsteuer (Besonderheiten und Verwaltung)
- Strategische Ansätze für das Management von Dienstleistungsqualität
- Internationale Steuerprinzipien und Herausforderungen in Georgien
- Recruiting gemäß ISO-Standard – ISO 30405
- Geistiges Eigentum und Markenschutzsystem in Georgien
- Effektive PR Kampagnen
- Die Rolle des HR-Managers im effektiven Change Management
- Neue Vorschriften der Arbeitsschutzgesetzgebung für Unternehmen
- Tourismusvertragsrecht
- Einführung in die praktische Cybersicherheit
- Durchführung des strategischen HR-Audits in einer Organisation

## Organisation

### Mitgliedschaften
Die DWV hat Unternehmen und Einzelpersonen als Mitglieder. Die ordentliche Mitgliedschaft bietet vor allem Zugang zu Veranstaltungen mit Netzwerk-Charakter. Ferner werden für Mitglieder Fortbildungen und Publikationen angeboten und Dienstleistungen zu reduzierten Gebühren erbracht.

### Finanzierung
Anders als Auslandshandelskammern wird die DWV nicht vom Bundesministerium für Wirtschaft und Energie (BMWi) bezuschusst; sie finanziert sich selbst. Wesentliche Einnahmen stellen die Beiträge der Mitgliedsunternehmen und Abrechnung erbrachter Dienstleistungen dar.

### Institutionelle Partner (Auswahl)
Wesentlich für die Tätigkeit des DWV und die Realisierung von Projekten ist die Zusammenarbeit und gegenseitige Unterstützung mit institutionellen und organisatorischen Partnern. Eine umfangreiche Liste findet sich auf den Webseiten der DWV.
- Advantage Austria
- American Chamber of Commerce (AmCham), Tiflis
- Bayern International
- Botschaft der Bundesrepublik Deutschland Tiflis
- Bundesministerium für wirtschaftliche Zusammenarbeit und Entwicklung (BMZ)
- Bundesministerium für Wirtschaft und Energie (BMWi)
- Centrum für Internationale Entwicklung und Migration (CIM)
- Chambre de commerce française en Géorgie
- Deutsche Gesellschaft für internationale Zusammenarbeit (GIZ)
- Deutscher Industrie- und Handelskammertag (DIHK)
- EU-Georgia Business Council (EUGBC)
- Georgian Employers Association (GEA)
- Georgian-Swiss Business Association (GSBA)
- Germany Trade and Invest (GTAI)
- IHK Bremen
- IHK Frankfurt am Main
- IHK München und Oberbayern[20]
- IHK Nürnberg für Mittelfranken
- Konrad-Adenauer-Stiftung (KAS)
- Kreditanstalt für Wiederaufbau (KfW)
- Wirtschaftsförderung Sachsen